# Uahukarall
Uahukarall (Gallirallus gracilitibia) är en förhistorisk utdöd fågel i familjen rallar inom ordningen tran- och rallfåglar.

## Förekomst

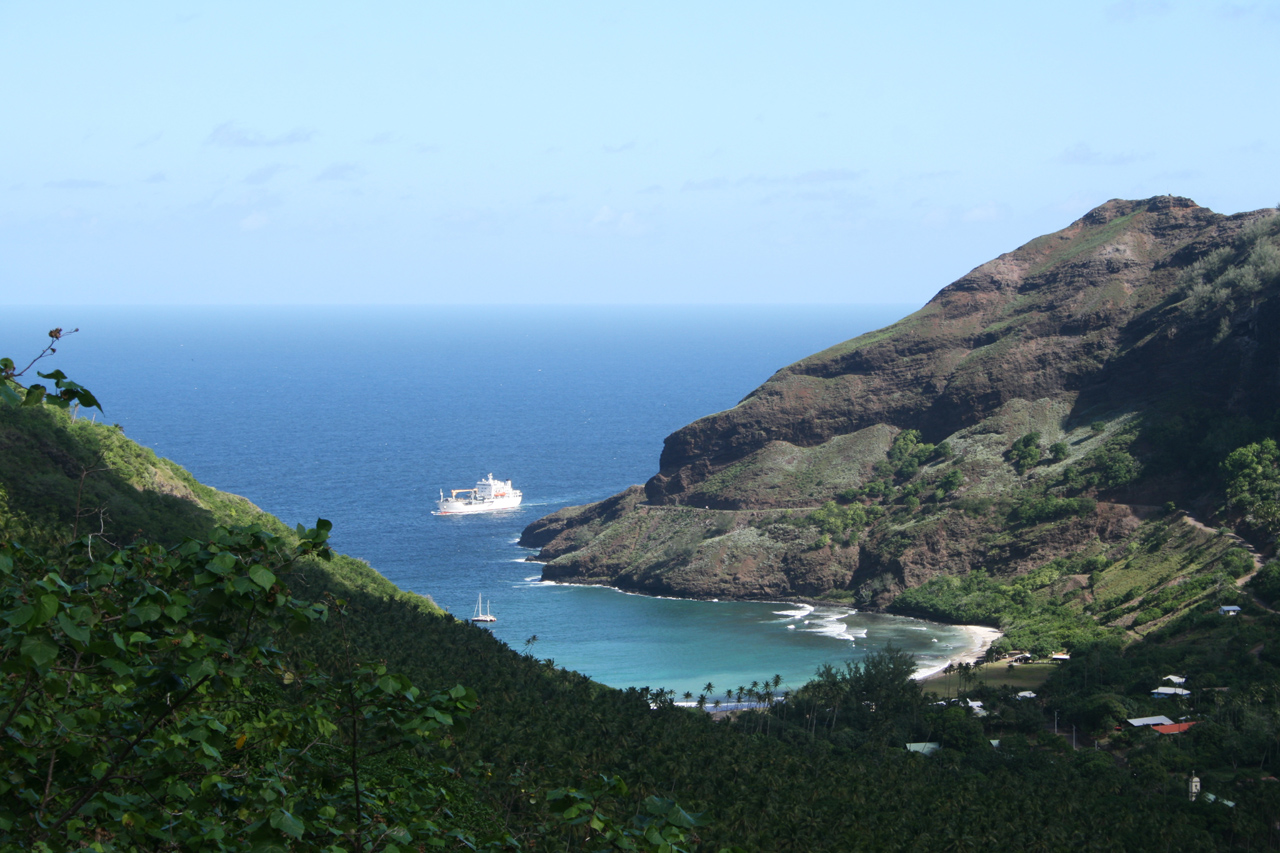
Ön Ua Huka i Marquesasöarna.

Fågeln beskrevs 2007 utifrån subfossila lämningar funna 1965 av antropologen Yosihiko H. Sinoto på ön Ua Huka i Marquesasöarna. Arkeologiska utgrävningar på platsen tidsbestäms till ungefär 1 350 år sedan, när människan relativt nyligen bosatt sig på ön.

## Kännetecken
Uahukarallen var en liten till medelstor flygoförmögen rall, jämförbar i storlek med rostbandad rall men med kortare vingar. Den hade också mycket smala tarser, möjligen smalast av alla rallar. Varför är oklart.  

## Namn
Dess vetenskapliga namn kommer från en kombination av latinets gracilis (smal) and tibia (skenben), hänvisande till en för arten diagnostisk karaktär.